# William McBride
William Griffith McBride (* 25. Mai 1927 in Sydney; † 27. Juni 2018) war ein australischer Gynäkologe.
McBride schrieb am 16. Dezember 1961 einen Leserbrief an die Fachzeitschrift The Lancet, in dem er auf den Zusammenhang von Missbildungen Neugeborener mit der Einnahme von Thalidomid durch die Schwangeren hinwies (siehe auch: Contergan-Skandal). Unabhängig von ihm hatte auch der deutsche Humangenetiker Widukind Lenz diesen Zusammenhang erkannt und am 15. November 1961 die Herstellerfirma Grünenthal darüber informiert.
1971 erhielt McBride für seine Entdeckung den Preis des französischen Institut des raisons de vivre. Mit dem Preisgeld gründete er am Crown Street Women's Hospital in Sydney die medizinische Forschungsorganisation Foundation 41. 1981 behauptete McBride in einem Aufsatz, dass auch das Medikament Debenox/Bendectin für Missbildungen an Neugeborenen verantwortlich sei. Nachdem seine Koautoren über Datenmanipulationen durch McBride berichtet hatten, wurde dieser 1993 aus dem australischen Mediziner-Register gestrichen, jedoch fünf Jahre später wieder darin aufgenommen. Bis zu seinem Tode vertrat er die Ansicht, von der internationalen Pharmaindustrie verleumdet worden zu sein.
Sein 1963 geborener Sohn David McBride ist ein australischer Whistleblower,  ehemaliger Militäranwalt und ehemaliger britischer Offizier.

## Schriften
- The Complete mothercare manual. London 1986, ISBN 1850290903
- Killing the messenger. Cremorne 1994, ISBN 1864120150

## Auszeichnungen
- 1969: Commander of the Order of the British Empire (CBE)
- 1977: Officer of the Order of Australia (AO)